# 沖にぎり
沖にぎり（おきにぎり）は三重県伊勢志摩地方の郷土料理、塩でしめた鰹の切り身をおにぎりに貼り付け、焼きおにぎりにしたもの。漁師が船の上で魚の切り身を冷えた握り飯に張り、船のエンジンを利用した簡易オーブンで焼いたのが始まりとされる。
沖にぎりを茶碗にいれ、出汁をかけてお茶漬けにすることもある。伊勢志摩地方の旅館・民宿でもてなすところもある。